# Muʻomuʻa (Distrikt)
Muʻomuʻa  (auch ʻOtu Muʻomuʻa) ist einer der sechs Distrikte der Division Haʻapai im Königreich Tonga im Pazifik.

## Geographie
Der Distrikt umfasst die abgelegenen Inseln im Süden des Haʻapai-Atolls, die im Grunde genommen zur Nomuka Bank gehören. Im Norden schließt sich der Distrikt Lulunga an.

## Bevölkerung
Der Distrikt umfasst die folgenden Inseln:
| Dorf           | Einwohner |
| -------------- | --------- |
| Fetokopunga    | –         |
| Fonoifua       | 69        |
| Hunga Haʻapai  | –         |
| Hunga Tonga    | –         |
| Kelefesia      | –         |
| Lalona         | –         |
| Mango          | 36        |
| Nomuka         | 383       |
| Nomuka iki     | –         |
| Nuku           | –         |
| Nukufaiau      | –         |
| Nukutula       | –         |
| Tau            | –         |
| Tele-ki-Vavaʻu | –         |
| Tele-ki-Tonga  | –         |
| Tonumea        | –         |